# Karel Pavlík (pilot)
Karel Pavlík (19. října 1918 Doubravka – 5. května 1942 Dranouter) byl český stíhací pilot a oběť druhé světové války.

## Život

### Před druhou světovou válkou
Karel Pavlík se narodil 19. října 1918 v plzeňské čtvrti Doubravka. Ve třicátých letech dvacátého století se vyučil písmomalířem. Věnoval se letectví, mezi lety 1936 a 1937 absolvoval pilotní výcvik v rámci akce 1000 nových pilotů republice. Stal se členem aeroklubu na borském letišti, další udržovací pilotní výcvik prodělal na stroji Praga BH-39 . V létání pokračoval i v řadách Československé armády a stal se armádním letcem. Služba v řadách Leteckého pluku 1 ale trvala pouhých čtrnáct dní, protože přišla německá okupace.

### Druhá světová válka
Po německé okupaci opustil Karel Pavlík 15. srpna 1939 ilegálně Protektorát Čechy a Morava a přes Polsko se dostal do Francie, kde byl 2. října téhož roku prezentován v Paříži u zde vznikající československé zahraniční jednotky. Byl zařazen do francouzského letectva, prodělával výcvik na tamních strojích, do bitvy o Francii se ale nezapojil. Po pádu Francie v červnu 1940 byl propuštěn ze svazku francouzského letectva, v ten čas se nacházel na jejích severoafrických územích. Přes Casablancu a Gibraltar se evakuoval do Spojeného království, kde byl přijat do Royal Air Force a po náležitém výcviku 15. září 1941 zařazen k 313. československé stíhací peruti. Zde se stal známým svými výtvarnými předpoklady, neboť kresbami vyzdobil několik letounů svých kolegů. Dne 5. května 1942 byl během návratu od elektrárny Sequedin u Lille, kam doprovázel bombardéry, sestřelen nad belgickou obcí Dranouter. Stal se obětí leteckého souboje s německým leteckým esem Josefem Prillerem, pro kterého to bylo již sedmdesáté vzdušné vítězství. Karel Pavlík byl smrtelně zasažen již ve vzduchu a k zemi se zřítil již mrtev. Svému přemožiteli se snažil uniknout dlouhých pět minut, celý souboj se nachází na filmové pásce zachycený kamerou útočníka. Pavlíkův letoun Supermarine Spitfire Mk.VB BM261 se zabořil do svahu kopce Kemmelberg takovým způsobem, že vyproštění jeho těla mohlo proběhnout až v roce 1945, motor byl z hloubky sedmi metrů vytažen v roce 1997. Během stejné akce byl sestřelen i František Fajtl, který ale přežil a přes Španělsko se mu podařilo vrátit do Spojeného království, načež své osudy literárně zpracoval. Karel Pavlík byl pohřben ve městě Ypry na městském hřbitově. Dosáhl hodnosti rotného.

## Rodina
Karel Pavlík se ve Spojeném království oženil, dcera Carole (jméno po otci) se narodila až několik měsíců po jeho smrti. Jeho žena se v dceřiných patnácti letech podruhé vdala za amerického letce a odstěhovala se do USA. Carole zůstala u prarodičů ve Spojeném království. Od matky věděla, že jejím otcem je československý letec, pátrat po něm se rozhodla ve svých padesáti letech. Díky tomu se setkala i se svou tetou Annou Juskovou.

## Ocenění

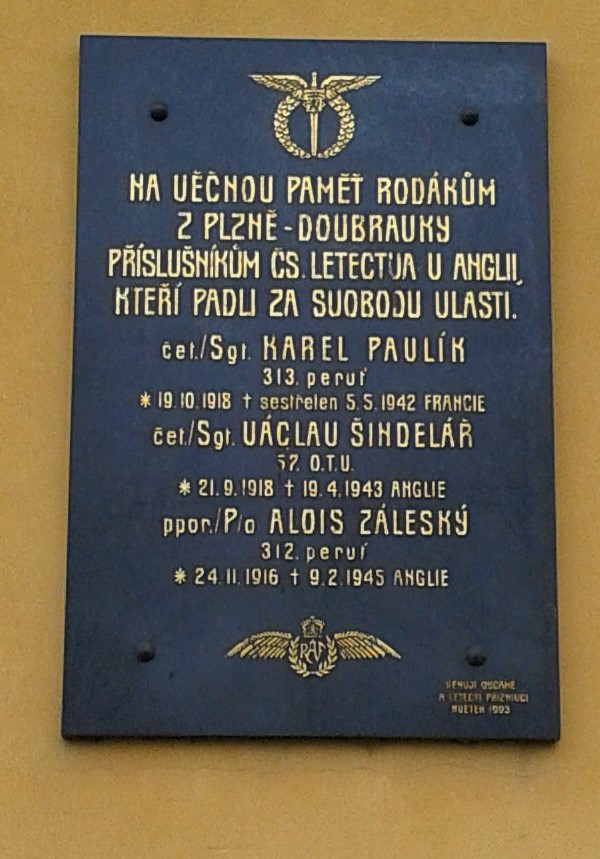
Pamětní deska letcům RAF v Doubravce

### Vyznamenání
- Československý válečný kříž 1939
- Československá medaile za zásluhy I. stupně
- Pamětní medaile československé armády v zahraničí

### Posmrtná ocenění
- V roce 1946 byl Karel Pavlík in memoriam povýšen do hodnosti rotmistra a v roce 1991 do hodnosti plukovníka
- V roce 1999 byl v místě zřícení letadla Karla Pavlíka u obce Dranouter odhalen pomník
- Na budově základní školy v Plzni-Doubravce byla Karlu Pavlíkovi a dalším dvěma letcům pocházejícím z této čtvrti odhalena pamětní deska